# Da’ Miilkrate
Da’ Miilkrate – pierwszy album studyjny amerykańskiego rapera Miilkbone’a

## Lista utworów
1. „No Gimmicks” - 2:06
2. „Ghettobiz” - 3:46
3. „Keep It Real” - 3:42
4. „Mindgamez” - 4:05
5. „Traffic Jam” - 1:00
6. „Move Wit' Da' Groove” - 3:48
7. „How Ya Like It?” - 3:09
8. „Freestyle” - 0:49
9. „Set It Off” - 3:20
10. „Where'z Da' Party At?” - 3:12
11. „Murder Verbs” - 4:16
12. „Fast Cash"- 0:35
13. „Kids on the Ave” - 3:30
14. „Check Me Out” - 3:31
15. „Bamma Fam” - 1:10
16. „Ketchrek” - 3:37
17. „It Ain't the Same” - 4:23
18. „2 All Y'all” - 3:49
19. „Keep It Real (Remix)” - 3:15

## Sample
- „Keep It Real”
  - Nas & AZ - „Life's a Bitch"
- „Mindgamez” 
  - Bob James & Patti Austin - „I Feel a Song (In My Heart)”
  - Black Moon - „How Many MC’s..."
- „How Ya Like It?” 
  - Cal Tjader - „Mother and Child"
  - Wu-Tang Clan - „Method Man”
- „Where'z da Party At?” 
  - Kool & the Gang - „Too Hot”
  - The Notorious B.I.G. - „Party and Bullshit”
  - Zhané - „Hey Mr. D.J."
- „Check Me Out” 
  - Nas - „Halftime"
- „It Ain't the Same” 
  - The Olympic Runners - „Get This Thing Down”
- „Keep It Real (Remix)” 
  - Gil Scott-Heron and Brian Jackson - „Peace Go With You, Brother (As-Salaam-Alaikum)”
  - Steve Miller Band - „Fly Like an Eagle"